# Burlap & Satin
Burlap & Satin è il venticinquesimo album in studio della cantautrice statunitense Dolly Parton, pubblicato il 2 maggio 1983 dalla RCA Records.

## Tracce
Testi e musiche di Dolly Parton tranne dove indicato.
1. Ooo-eee (Annie McLoone) – 3:38
2. Send Me the Pillow That You Dream On (Hank Locklin) – 3:10
3. Jealous Heart – 3:25
4. A Gamble Either Way – 3:34
5. Appalachian Memories – 4:15
6. I Really Don't Want to Know (Howard Barnes, Don Robertson; con Willie Nelson) – 3:02
7. Potential New Boyfriend (Steve Kipner, John Lewis Parker) – 3:39
8. A Cowboy's Ways – 4:17
9. One of Those Days – 3:59
10. Calm on the Water – 3:59